# Drapetodes
Drapetodes là một chi bướm đêm thuộc phân họ Drepaninae.